# Lijst van gemeentelijke monumenten in Krimpenerwaard
De gemeente Krimpenerwaard heeft 146 gemeentelijke monumenten. Hieronder een overzicht. 

## Krimpen aan de Lek
De plaats Krimpen aan de Lek kent 18 gemeentelijke monumenten:
| Object                                                                                      | Bouwjaar                                            | Architect                      | Locatie           | Coördinaten                   | Nr.        | Afbeelding                                                                                  |
| ------------------------------------------------------------------------------------------- | --------------------------------------------------- | ------------------------------ | ----------------- | ----------------------------- | ---------- | ------------------------------------------------------------------------------------------- |
| Woonhuis in art-decostijl                                                                   | 1926                                                | C.W. Verhoeff                  | Buitenweg 10      | 51° 53' 39" NB, 4° 38' 7" OL  | 1931/WN001 | Woonhuis in art-decostijl                                                                   |
| Hervormde kerk in Delftse School-stijl                                                      | 1939                                                | M.C.A. Meischke en W. Vermeer  | Dorpsstraat 1     | 51° 53' 28" NB, 4° 37' 39" OL | 1931/WN002 | Meer afbeeldingen                                                                           |
| Woning, voorm. woonhuis/raadhuis/politiebureau in neorenaissancestijl                       | ca 1890                                             |                                | Dorpsstraat 7     | 51° 53' 28" NB, 4° 37' 37" OL | 1931/WN003 | Woning, voorm. woonhuis/raadhuis/politiebureau in neorenaissancestijl                       |
| Woonhuis met winkel, voorm. woonhuis-herenhuis met koetshuis in neoclassicisme-stijl        | 1830 (herenhuis), 1860 (wagenhuis)                  |                                | Dorpsstraat 12    | 51° 53' 29" NB, 4° 37' 38" OL | 1931/WN004 | Woonhuis met winkel, voorm. woonhuis-herenhuis met koetshuis in neoclassicisme-stijl        |
| Algemene begraafplaats, brandspuithuisje in traditionele baksteenarchitectuur               | 1830/1890                                           |                                | Middelland bij 28 | 51° 53' 39" NB, 4° 37' 8" OL  | 1931/WN005 | Algemene begraafplaats, brandspuithuisje in traditionele baksteenarchitectuur               |
| L-vormig hallehuisboerderij                                                                 | XVII                                                |                                | Middelland 60     | 51° 53' 41" NB, 4° 37' 0" OL  | 1931/WN006 | L-vormig hallehuisboerderij                                                                 |
| Woonhuis, voorm. geref. kerk in invloeden art-deco-stijl                                    | 1926                                                | Pijl, D.A.W. van der, Rijswijk | Molendijk 92A     | 51° 53' 46" NB, 4° 36' 31" OL | 1931/WN007 | Woonhuis, voorm. geref. kerk in invloeden art-deco-stijl                                    |
| Woonhuis, voorm. gemaal-woonhuis Hendrikus de Jong in neoclassicisme-stijl                  | 1879                                                | P.A. Korevaar                  | Molendijk 108     | 51° 53' 46" NB, 4° 36' 28" OL | 1931/WN008 | Woonhuis, voorm. gemaal-woonhuis Hendrikus de Jong in neoclassicisme-stijl                  |
| Woonhuis met werkplaats, voorm. onderwijzerswoning met school in traditionele bouwstijl     | ca 1890                                             |                                | Molendijk 122     | 51° 53' 48" NB, 4° 36' 21" OL | 1931/WN009 | Woonhuis met werkplaats, voorm. onderwijzerswoning met school in traditionele bouwstijl     |
| Grafzerken bij Algemene Begraafplaats Krimpen aan de Lek en oorlogsmonument Het Offer       | XVI, XVII, XVII (grafzerken) 1950 (oorlogsmonument) | oorlogsmonument: M. Bakker     | Molenweg          | 51° 54' 1" NB, 4° 37' 4" OL   | 1931/WN010 | Meer afbeeldingen                                                                           |
| Opslagruimte, voorm. drijfriemenfabriek Haagen-Draaijer in industriële baksteenarchitectuur | rond 1890                                           |                                | Onder de Waal 34  | 51° 53' 41" NB, 4° 38' 3" OL  | 1931/WN011 | Opslagruimte, voorm. drijfriemenfabriek Haagen-Draaijer in industriële baksteenarchitectuur |
| Woonhuis, voorm. bakkerij met woonhuis in eclecticisme-stijl                                | XIXd                                                |                                | Onder de Waal 40  | 51° 53' 42" NB, 4° 38' 2" OL  | 1931/WN012 | Woonhuis, voorm. bakkerij met woonhuis in eclecticisme-stijl                                |
| Appartementen, voorm. postkantoor met directeurswoning in traditionele jaren '30-stijl      | ca 1930                                             |                                | Rijsdijk 19-23    | 51° 53' 31" NB, 4° 37' 46" OL | 1931/WN013 | Appartementen, voorm. postkantoor met directeurswoning in traditionele jaren '30-stijl      |
| Woonhuis in De Stijl stijl                                                                  | 1939                                                | Gerrit Rietveld                | Rijsdijk 22       | 51° 53' 29" NB, 4° 37' 46" OL | 1931/WN014 | Woonhuis in De Stijl stijl                                                                  |
| Villa in eclecticisme stijl                                                                 | ca 1880                                             |                                | Rijsdijk 24       | 51° 53' 30" NB, 4° 37' 47" OL | 1931/WN015 | Villa in eclecticisme stijl                                                                 |
| Woonhuis in invloeden chaletstijl                                                           | ca 1890                                             |                                | Rijsdijk 28       | 51° 53' 31" NB, 4° 37' 47" OL | 1931/WN016 | Woonhuis in invloeden chaletstijl                                                           |
| Woonhuis, voorm. directeursvilla in overgangsarchitectuur                                   | tweede kwart 19e eeuw                               |                                | Rijsdijk 64       | 51° 53' 36" NB, 4° 37' 54" OL | 1931/WN017 | Meer afbeeldingen                                                                           |
| School, worden appartementen Pinses Ireneschool in Haagse School-stijl                      | 1925                                                | J.A.H.W. Cramer                | Schoolstraat 18   | 51° 53' 34" NB, 4° 37' 26" OL | 1931/WN018 | Upload foto                                                                                 |

## Lekkerkerk
De plaats Lekkerkerk kent 37 gemeentelijke monumenten:
| Object                                                                                          | Bouwjaar   | Architect         | Locatie                          | Coördinaten                   | Nr.        | Afbeelding                                                                                      |
| ----------------------------------------------------------------------------------------------- | ---------- | ----------------- | -------------------------------- | ----------------------------- | ---------- | ----------------------------------------------------------------------------------------------- |
| Pastorie bij Grote of Johanneskerk, in eclecticisme-stijl                                       | XVII- 1887 | A. Dirkzwager     | Kerkplein 9                      | 51° 53' 43" NB, 4° 41' 1" OL  | 1931/WN019 | Pastorie bij Grote of Johanneskerk, in eclecticisme-stijl                                       |
| Woonhuis, voorm. woonhuis-kapsalon in neoclassicisme stijl                                      | ca 1890    |                   | Kerkplein 13                     | 51° 53' 43" NB, 4° 41' 2" OL  | 1931/WN020 | Woonhuis, voorm. woonhuis-kapsalon in neoclassicisme stijl                                      |
| Ensemble woningen Welgelegen met eclectische kenmerken                                          | 1905-1910  |                   | Kerkweg 93-103                   | 51° 54' 0" NB, 4° 41' 0" OL   | 1931/WN021 | Ensemble woningen Welgelegen met eclectische kenmerken                                          |
| Joodse begraafplaats                                                                            | 1886       |                   | Kruising Kerkweg - Tiendweg Oost | 51° 54' 9" NB, 4° 41' 1" OL   | 1931/WN022 | Joodse begraafplaats                                                                            |
| Woonhuis-café Huisje van de Zeeuw in neoclassicisme-stijl                                       | XIXd       |                   | Korte Achterweg 2                | 51° 53' 44" NB, 4° 40' 58" OL | 1931/WN023 | Woonhuis-café Huisje van de Zeeuw in neoclassicisme-stijl                                       |
| Woonhuis in classicisme stijl                                                                   | XIXb       |                   | Lange Stoep 10                   | 51° 53' 45" NB, 4° 41' 1" OL  | 1931/WN024 | Woonhuis in classicisme stijl                                                                   |
| Bedrijfsruimte, voorm. woonhuis-bedrijfsruimte in traditionele 17e-eeuwse arbeiderswoning-stijl | XVII       |                   | Lange Stoep 29-31                | 51° 53' 45" NB, 4° 40' 60" OL | 1931/WN025 | Bedrijfsruimte, voorm. woonhuis-bedrijfsruimte in traditionele 17e-eeuwse arbeiderswoning-stijl |
| Kop-rompboerderij                                                                               | XVI, XIXd  |                   | Loet 10                          | 51° 55' 29" NB, 4° 41' 10" OL | 1931/WN026 | Kop-rompboerderij                                                                               |
| Villa-familiehuis 'De Rijnvaart' in Engelse landhuisstijl, gebouwd i.o.v. fam. Van Duijvendijk  | 1921       |                   | Opperduit 41-43                  | 51° 53' 56" NB, 4° 42' 36" OL | 1931/WN027 | Villa-familiehuis 'De Rijnvaart' in Engelse landhuisstijl, gebouwd i.o.v. fam. Van Duijvendijk  |
| Leegstand, voorm. boerderij in hallehuis stijl                                                  | XVIII      |                   | Opperduit 64                     | 51° 54' 21" NB, 4° 44' 6" OL  | 1931/WN028 | Leegstand, voorm. boerderij in hallehuis stijl                                                  |
| Krukhuisboerderij                                                                               | XVIB       |                   | Opperduit 82                     | 51° 54' 18" NB, 4° 43' 57" OL | 1931/WN029 | Krukhuisboerderij                                                                               |
| Krukhuisboerderij                                                                               | XVIB       |                   | Opperduit 96-98                  | 51° 54' 16" NB, 4° 43' 49" OL | 1931/WN030 | Krukhuisboerderij                                                                               |
| Woonhuis in traditionele baksteenarchitectuur                                                   | 1922       |                   | Opperduit 130                    | 51° 54' 9" NB, 4° 43' 41" OL  | 1931/WN031 | Woonhuis in traditionele baksteenarchitectuur                                                   |
| T-boerderij                                                                                     | XIXA       |                   | Opperduit 302                    | 51° 53' 56" NB, 4° 42' 52" OL | 1931/WN032 | T-boerderij                                                                                     |
| T-boerderij Vagari Agricola                                                                     | 1925       |                   | Opperduit 304                    | 51° 53' 57" NB, 4° 42' 50" OL | 1931/WN033 | T-boerderij Vagari Agricola                                                                     |
| Hallehuisboerderij Ouderzorg                                                                    | 1920-1922  |                   | Opperduit 326                    | 51° 53' 58" NB, 4° 42' 42" OL | 1931/WN037 | Hallehuisboerderij Ouderzorg                                                                    |
| T-boerderij Oordeelt niet                                                                       | 1930-1939  |                   | Opperduit 328-330                | 51° 53' 57" NB, 4° 42' 39" OL | 1931/WN034 | T-boerderij Oordeelt niet                                                                       |
| Algemene begraafplaats, baarhuisje in zakelijk expressionisme-stijl                             | ca 1900    |                   | Opperduit bij 438                | 51° 53' 58" NB, 4° 41' 51" OL | 1931/WN035 | Algemene begraafplaats, baarhuisje in zakelijk expressionisme-stijl                             |
| Hallehuisboerderij Opperduithoeve                                                               | XIXA       |                   | Opperduit 448                    | 51° 53' 53" NB, 4° 41' 44" OL | 1931/WN036 | Hallehuisboerderij Opperduithoeve                                                               |
| Horeca, voorm. Gemeentehuis in eclecticisme-stijl                                               | 1879       |                   | Raadhuisplein 3-5                | 51° 53' 46" NB, 4° 41' 1" OL  | 1931/WN038 | Horeca, voorm. Gemeentehuis in eclecticisme-stijl                                               |
| Kapsalon-woonhuis, voorm. postkantoor-woonhuis in chaletstijl met eclecticisme                  | 1905       |                   | Schoolweg 2-4                    | 51° 53' 43" NB, 4° 41' 6" OL  | 1931/WN039 | Kapsalon-woonhuis, voorm. postkantoor-woonhuis in chaletstijl met eclecticisme                  |
| Woonhuis, voorm. Groene Kruisgebouw in eclecticisme-stijl                                       | ca 1895    | A. Dirkzwager     | Schoolweg 5                      | 51° 53' 45" NB, 4° 41' 6" OL  | 1931/WN040 | Woonhuis, voorm. Groene Kruisgebouw in eclecticisme-stijl                                       |
| Boerderij                                                                                       | ca. 1600   |                   | Schuwacht 156a                   | 51° 53' 31" NB, 4° 39' 55" OL | 1931/      | Boerderij                                                                                       |
| Woonhuis in traditionele bouw stijl                                                             | XIXd       |                   | Schuwacht 226                    | 51° 53' 35" NB, 4° 39' 33" OL | 1931/WN041 | Woonhuis in traditionele bouw stijl                                                             |
| T-boerderij                                                                                     | ca 1870    |                   | Schuwacht 240                    | 51° 53' 31" NB, 4° 39' 11" OL | 1931/WN042 | T-boerderij                                                                                     |
| Hallehuisboerderij, nu woonhuis                                                                 | 1895-1900  |                   | Schuwacht 316                    | 51° 53' 38" NB, 4° 38' 43" OL | 1931/WN043 | Hallehuisboerderij, nu woonhuis                                                                 |
| Woonhuis, voorm. winkel-woonhuis in neogotiek-stijl                                             | ca 1900    |                   | Voorstraat 18                    | 51° 53' 44" NB, 4° 41' 18" OL | 1931/WN044 | Woonhuis, voorm. winkel-woonhuis in neogotiek-stijl                                             |
| Woonhuis in neorenaissancestijl                                                                 | XIXB       |                   | Voorstraat 22                    | 51° 53' 44" NB, 4° 41' 18" OL | 1931/WN045 | Woonhuis in neorenaissancestijl                                                                 |
| Woonhuis in classicisme-stijl                                                                   | XVIIa      |                   | Voorstraat 78                    | 51° 53' 42" NB, 4° 41' 9" OL  | 1931/WN046 | Woonhuis in classicisme-stijl                                                                   |
| Winkel in neoclassicisme-stijl                                                                  | XXA        |                   | Voorstraat 86                    | 51° 53' 42" NB, 4° 41' 8" OL  | 1931/WN047 | Winkel in neoclassicisme-stijl                                                                  |
| Woonhuis in eclecticisme-stijl                                                                  | 1880-1900  |                   | Voorstraat 92                    | 51° 53' 42" NB, 4° 41' 7" OL  | 1931/WN048 | Woonhuis in eclecticisme-stijl                                                                  |
| Woonhuis, voorm. winkel-woonhuis in classicisme-stijl                                           | XIXd       |                   | Voorstraat 94-96                 | 51° 53' 42" NB, 4° 41' 6" OL  | 1931/WN049 | Woonhuis, voorm. winkel-woonhuis in classicisme-stijl                                           |
| Winkel-woonhuis, voorm. woonhuis in classicisme-stijl                                           | XIXB       |                   | Voorstraat 104                   | 51° 53' 42" NB, 4° 41' 5" OL  | 1931/WN050 | Winkel-woonhuis, voorm. woonhuis in classicisme-stijl                                           |
| Woonhuis in neoclassicisme stijl                                                                | XIXd       |                   | Voorstraat 110-112               | 51° 53' 42" NB, 4° 41' 4" OL  | 1931/WN051 | Woonhuis in neoclassicisme stijl                                                                |
| Café Veerhuis in art-deco-stijl                                                                 | ca 1915    |                   | Voorstraat 114                   | 51° 53' 42" NB, 4° 41' 4" OL  | 1931/WN052 | Café Veerhuis in art-deco-stijl                                                                 |
| Café-restaurant De Grote Boer met classicistische kenmerken                                     | 1867       |                   | Voorstraat 118                   | 51° 53' 42" NB, 4° 41' 3" OL  | 1931/WN053 | Café-restaurant De Grote Boer met classicistische kenmerken                                     |
| Kantoor en woonhuis, voorm. winkel en woonhuis in functionalisme stijl                          | 1937       | G.J. van der Voet | Voorstraat 122                   | 51° 53' 41" NB, 4° 41' 2" OL  | 1931/WN054 | Kantoor en woonhuis, voorm. winkel en woonhuis in functionalisme stijl                          |

## Schoonhoven
De plaats Schoonhoven kent 92 gemeentelijke monumenten, zie de Lijst van gemeentelijke monumenten in Schoonhoven.